# John England
John England (Cork, 13 settembre 1786 – Charleston, 11 aprile 1842) è stato un vescovo cattolico irlandese.

## Biografia
Prete della diocesi di Cork, nel 1820 fu scelto come primo vescovo di Charleston.
A Charleston fondò il primo giornale cattolico degli Stati Uniti d'America, lo United States Catholic Miscellany, e la congregazione delle suore di Carità di Nostra Signora della Misericordia.

## Genealogia episcopale
La genealogia episcopale è:
- Vescovo William Coppinger
- Vescovo John Murphy
- Vescovo John England